# Vaccinium luteynii
Vaccinium luteynii är en ljungväxtart som beskrevs av Robert Lynch Wilbur. Vaccinium luteynii ingår i Blåbärssläktet, och familjen ljungväxter. Inga underarter finns listade i Catalogue of Life.